# Skjolds kommun
Skjolds kommun (norska: Skjold kommune) var en kommun i Rogaland fylke i sydvästra Norge. Tätorten Skjold utgjorde kommunens centralort.

## Administrativ historik
Skjolds kommun upprättades den 1 januari 1838 (som Skjold formannskapsdistrikt) när Formannskapslovene från 1837 trädde i kraft. Kommunen omfattade då den västra delen av nuvarande Vindafjords kommun (Skjolds och Vats socknar), ett område i den västra delen av nuvarande Tysværs kommun samt ett mindre område i den sydöstra delen av nuvarande Sveio kommun. 
1849 bröts Tysværs kommun ut ur kommunen som då minskade från 5 497 invånare före delningen till 3 439 invånare efter.
1891 bröts Vats kommun ut ur kommunen som då minskade från 3 056 invånare före delningen till 1 961 invånare efter. Den återstående delen omfattade den västligaste delen av nuvarande Vindafjords kommun (Skjolds socken), ett område i den norra delen av nuvarande Tysværs kommun samt ett mindre område i den sydöstra delen av nuvarande Sveio kommun.
Den 1 januari 1964 överfördes ett bebott område (Flatnes-Buavik-området med 24 invånare) från Skjolds kommun till Sveio kommun. Området fördes samtidigt över från Rogaland fylke till Hordaland fylke.
Den 1 januari 1965 upplöstes kommunen och delades. Skolkretsarna Liarheim och Langeland (med 1 262 invånare) fördes, tillsammans med Sandeids kommun och delar av kommunerna Imsland, Vats och Vikedal, till den då nybildade Vindafjords kommun medan Grinde, Dueland och Yrkje kretsar (med 1 133 invånare) fördes, tillsammans med Nedstrands kommun och delar av kommunerna Avaldsnes, Vats och Vikedal, till Tysværs kommun. Kommunen hade vid delningen totalt 2 395 invånare.
Den 1 januari 1969 överfördes en del av den tidigare kommunen Skjold (gården Sponavika med 6 invånare) från Vindafjords kommun till Tysværs kommun.